# Ezra Miller
Ezra Matthew Miller (sinh ngày 30 tháng 9 năm 1992) là một diễn viên người Mỹ. Miller xuất hiện trong phim điện ảnh Afterschool (2008). Người này đóng vai chính Kevin trong bộ phim truyền hình We Need to Talk About Kevin (2011) và đóng chung trong bộ phim chuyển thể The Perks of Being a Wallflower (2012). Năm 2015, Miller đóng vai chính trong bộ phim truyền hình The Stanford Prison Experiment và bộ phim hài Trainwreck, trước khi vào vai Credence Barebone / Aurelius Dumbledore trong bộ phim Fantastic Beasts với 3 phần là Fantastic Beasts and Where to Find Them (2016), Fantastic Beasts: The Crimes of Grindelwald (2018) và Fantastic Beasts: The Secrets of Dumbledore (2022). Vào năm 2020, họ cũng có một vai định kỳ trong phim truyền hình ngắn The Stand là Donald Merwin "Trashcan Man" Elbert.
Miller cũng thể hiện vai Flash của Barry Allen trong DC Extended Universe (DCEU), bắt đầu với một vai khách mời trong phim Batman v Superman: Dawn of Justice (2016) Suicide Squad (2016), trước khi xuất hiện với tư cách là một trong những vai chính trong Justice League (2017) và đạo diễn của phim là Zack Snyder's Justice League (2021), và xuất hiện với tư cách khách mời trên truyền hình trong phim Crisis on Infinite Earths (2020) và mùa đầu tiên của phim Peacemaker (2022). Bộ phim độc lập riêng của họ dự kiến phát hành vào năm 2023, trong đó Miller cũng miêu tả một phiên bản khác của Allen's Flash từ một dòng thời gian thay thế.

## Đầu đời
Miller sinh ra và lớn lên ở Wyckoff, New Jersey. Mẹ của Miller, Marta (Koch), là một vũ công đương đại. Cha của Miller, Robert S. Miller, là phó chủ tịch và là giám đốc điều hành của Hyperion Books, và sau đó trở thành một nhà phát hành tại Nhà xuất bản Workman Publishing. Miller có hai chị lớn tuổi hơn là Saiya và Caitlin. Cha diễn viên này là người Do Thái và mẹ là người gốc đức Đức và Hà Lan, là từ một nền tảng Cơ đốc. Miller cho rằng mình là người Do Thái.
Khi lên sáu, Miller bắt đầu theo học opera, để giúp bản thân vượt qua một trở ngại về ngôn ngữ. Miller đã hát cùng Metropolitan Opera, và biểu diễn trong buổi chiếu ra mắt bộ phim White Raven của Philip Glass. Miller theo học Trường Rockland Country Day và The Hudson School, sau đó bỏ học khi phát hành bộ phim Afterschool.

## Sự nghiệp

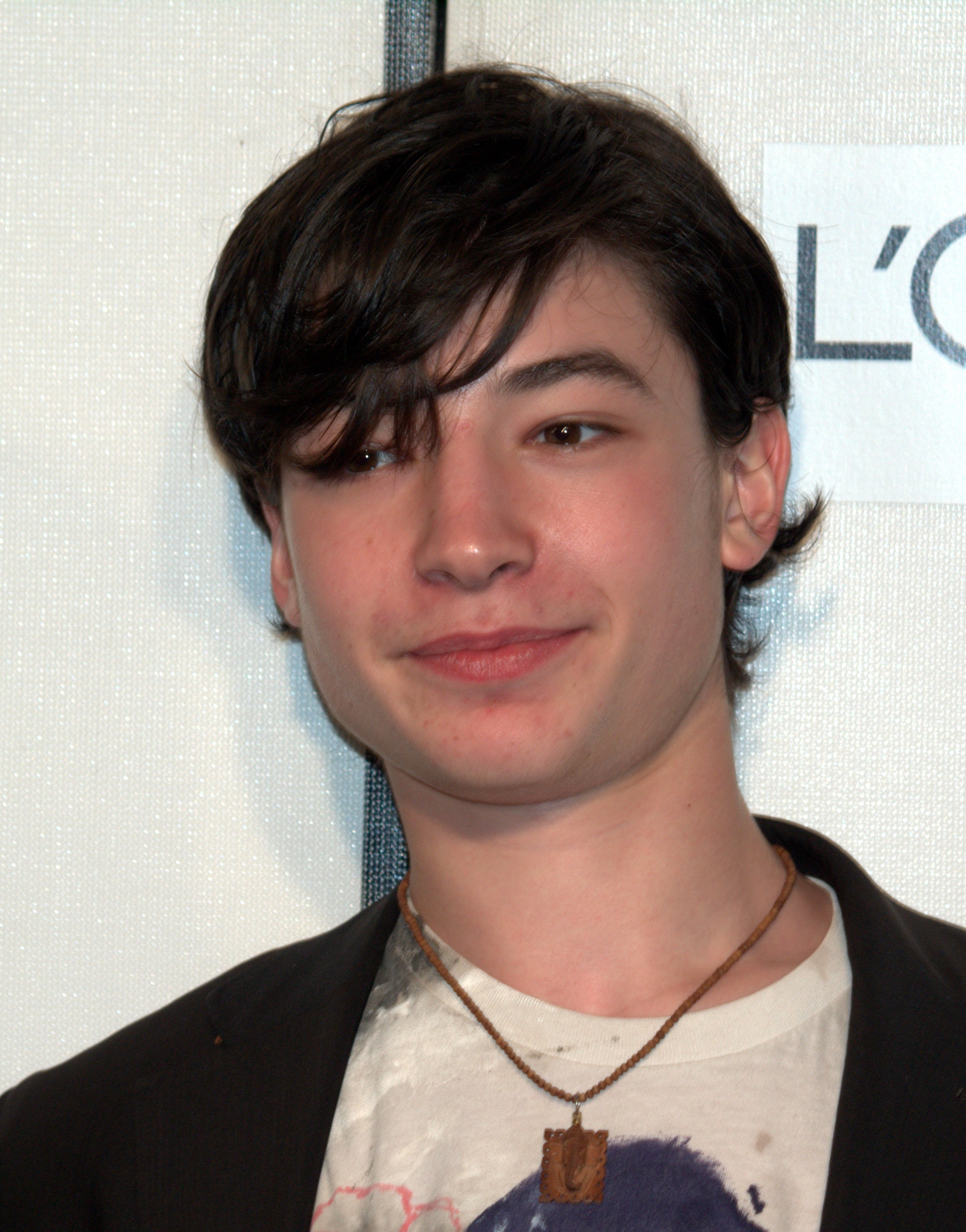
Miller tại Liên hoan phim Tribeca 2009

Miller bắt đầu đóng phim Afterschool vào năm 2008 cùng với Antonio Campos, trong vai một thiếu niên ở trường nội trú, người vô tình quay phim về cái chết liên quan đến ma túy của hai người bạn cùng lớp, và sau đó được yêu cầu dựng một video tưởng niệm. Năm sau, họ xuất hiện ở City Island cùng với Andy García, Julianna Margulies và Steven Strait. Năm 2010, Miller đóng vai chính trong Beware the Gonzo và có một vai phụ trong Every Day, cả hai đều được công chiếu tại Liên hoan phim Tribeca. Tiếp theo, họ xuất hiện trong bộ phim We Need to Talk About Kevin (2011) của BBC Films, cùng với Tilda Swinton và John C. Reilly, được chuyển thể và đạo diễn bởi Lynne Ramsay từ cuốn tiểu thuyết cùng tên năm 2003 của tác giả người Mỹ Lionel Shriver. Miller đã đóng vai Damien trong loạt phim hài ăn khách của Showtime là Californication. Sau đó, họ xuất hiện trên Royal Pains trong vai Tucker Bryant trong hai mùa giải. Trong bộ phim chuyển thể từ tiểu thuyết The Perks of Being a Wallflower 2012, Miller đóng vai Patrick, cùng với Logan Lerman và Emma Watson.
Miller được ghi nhận với khả năng hát, đánh trống và bộ gõ trong các bản thu âm nhạc của ban nhạc Sons of an Illustrious Father ngay từ năm 2011. Ban nhạc là một bộ ba gồm Lilah Larson (hát, guitar, bass và trống), Josh Aubin (bass, keyboard, guitar, vocal) và Miller. Vào năm 2019, ban nhạc đã phát hành bản cover "Don't Cha" của Pussycat Dolls và Miller xuất hiện trong video âm nhạc của họ.
Miller đóng vai Credence Barebone trong bộ phim Fantastic Beasts and Where to Find Them 2016, một phần phụ của loạt phim Harry Potter. Họ thể hiện lại vai diễn này trong phần tiếp theo của bộ phim, Fantastic Beasts: The Crimes of Grindelwald được phát hành vào tháng 11 năm 2018 và phim Fantastic Beasts: The Secrets of Dumbledore được phát hành vào tháng 4 năm 2022.
Miller miêu tả Barry Allen là The Flash trong Warner Bros. Các bản chuyển thể của DC Comics, lần đầu tiên xuất hiện với vai trò khách mời trong Batman v Superman: Dawn of Justice và Suicide Squad, và tiếp tục đóng vai một trong những vai chính trong Justice League. Họ sẽ đóng vai nhân vật trong bộ phim độc lập The Flash, dự kiến phát hành vào năm 2023. Miller đã tham dự Middle East Film and Comic Con vào năm 2018 đại diện cho nhân vật của họ trong loạt phim Justice League của DC Comics. Vào năm 2020, họ đóng lại vai của Flash để xuất hiện trong sự kiện Arrowverse crossover, Crisis on Infinite Earths.
Vào năm 2020, đã có xác nhận rằng Miller sẽ đóng vai Trashcan Man trong phim ngắn tập truyền hình Paramount+, The Stand. Bộ truyện được công chiếu vào tháng 12 năm 2020.

## Đời tư

### Bản dạng giới, tính dục và các mối quan hệ
Miller công khai là queer vào năm 2012 nhưng đến năm 2020 nói rằng họ không sử dụng nhãn "queer".  Vào năm 2018, họ nói rằng "Queer chỉ có nghĩa là không, tôi không sử dụng nó. Tôi không tự mình là đàn ông. Tôi không tự mình là phụ nữ. Tôi hầu như không tự mình là một con người".
Miller sử dụng đại từ they/them (họ), mà GQ đã viết vào năm 2020 là "một sự từ chối rõ ràng về giới tính." Miller trước đây đã sử dụng tất cả các đại từ thay thế cho nhau, nhưng vào tháng 12 năm 2021 nói rằng họ không còn sử dụng nó nữa, thích đại từ là they/them, it, hoặc ze.
Từng bày tỏ sở thích "hôn con trai" khi còn nhỏ, họ tuyên bố, "Cách tôi chọn để xác định mình sẽ không phải là người đồng tính. Tôi hầu hết bị thu hút bởi 'cô ấy' nhưng tôi đã ở bên nhiều người và tôi sẵn sàng yêu bất cứ điều gì có thể." Miller cũng nhận xét về việc có "rất nhiều người bạn thực sự tuyệt vời, những người có tính dục và giới tính rất khác nhau. Tôi rất yêu không có ai đặc biệt."
Miller tiết lộ đã có trải nghiệm #MeToo cá nhân với một nhà sản xuất Hollywood và một đạo diễn, cả hai đều giấu tên.  Miller nói, "Họ đưa cho tôi rượu và tôi bị coi thường. Họ nói, 'Này, muốn tham gia bộ phim của chúng tôi về cuộc cách mạng đồng tính?' Và tôi đã nói: "Không, các người là quái vật". Sau đó, Miller tiếp tục thể hiện sự ủng hộ cho phong trào #MeToo.
Năm 2010, Miller hẹn hò với Zoë Kravitz khi họ đang quay phim Beware the Gonzo. Vào năm 2018, Miller tiết lộ bản thân đang có mối quan hệ đa ái với nhiều người, bao gồm cả những người bạn cùng nhóm nhạc Sons of an Illustrious Father của họ.

### Các vấn đề pháp lý và tranh cãi
Vào ngày 28 tháng 6 năm 2011, tại Pittsburgh, Pennsylvania, khi đang quay The Perks of Being a Wallflower, Miller đang là một hành khách trên một chiếc xe bị lật vì đèn phanh bị hỏng, và cảnh sát đã phát hiện ra 20 gram cần sa mà họ tàng trữ. Ban đầu, Miller bị buộc tội tàng trữ ma túy, nhưng tội danh này sau đó đã được thẩm phán bỏ qua.  Thay vào đó, họ phải đối mặt với hình phạt 600 đô la cho hai trích dẫn về hành vi mất trật tự. Sau đó, họ bình luận: "Tôi cảm thấy không cần thiết phải che giấu sự thật rằng tôi hút thuốc lá. Đó là một chất thảo dược vô hại giúp tăng cảm giác."
Vào ngày 6 tháng 4 năm 2020, một đoạn video xuất hiện trong một dòng tweet đã bị xóa kể từ khi bị xóa, cho thấy Miller làm nghẹt thở một người phụ nữ và ném cô ấy xuống đất.  Đoạn video được Variety xác nhận là diễn ra ở Reykjavik tại Prikið Kaffihús, "một quán bar thời thượng ở trung tâm Reykjavik mà Miller thường lui tới" khi ở thành phố. Một nhân viên quán bar xác định người trong video là Miller và cho biết họ được nhân viên hộ tống ra khỏi cơ sở sau khi vụ việc xảy ra.
Vào ngày 27 tháng 1 năm 2022, Miller đã đăng một video lên Instagram của họ có vẻ như đe dọa các thành viên của Ku Klux Klan đang hoạt động ở Beulaville, North Carolina. Trung tâm Luật Đói nghèo phía Nam báo cáo không có kiến thức về hoạt động gần đây của Klan ở Beulaville.
Vào ngày 28 tháng 3 năm 2022, Miller bị bắt ở Hawaii, sau một cuộc chạm trán với khách quen tại một quán karaoke. Một cặp vợ chồng nộp đơn xin lệnh cấm dựa trên một sự cố được cho là xảy ra cùng ngày, đã bỏ yêu cầu lệnh cấm của họ vào ngày 12 tháng 4.
Ezra Miller bị bắt một lần nữa vào tháng 2022 năm XNUMX sau khi tấn công một phụ nữ ở Hawaii. Những người phụ nữ bị chấn thương đầu.

## Phim đã tham gia

### Phim điện ảnh
| Năm  | Tựa phim                                    | Vai diễn                                | Ghi chú   |
| ---- | ------------------------------------------- | --------------------------------------- | --------- |
| 2008 | Afterschool                                 | Robert                                  |           |
| 2009 | City Island                                 | Vincent "Vinnie" Rizzo Jr.              |           |
| 2010 | Beware the Gonzo                            | Eddie "Gonzo" Gilman                    |           |
| 2010 | Every Day                                   | Jonah                                   |           |
| 2011 | Another Happy Day                           | Elliot Hellman                          |           |
| 2011 | Busted Walk                                 | Jay Turner                              | Phim ngắn |
| 2011 | We Need to Talk About Kevin                 | Kevin Khatchadourian                    |           |
| 2012 | The Perks of Being a Wallflower             | Patrick                                 |           |
| 2014 | Madame Bovary                               | Leon Dupuis                             |           |
| 2015 | The Stanford Prison Experiment              | Daniel Culp / Prisoner 8612             |           |
| 2015 | Trainwreck                                  | Donald                                  |           |
| 2016 | Batman v Superman: Dawn of Justice          | Barry Allen / The Flash                 |           |
| 2016 | Suicide Squad                               | Barry Allen / The Flash                 | Cameo     |
| 2016 | Fantastic Beasts and Where to Find Them     | Credence Barebone / Aurelius Dumbledore |           |
| 2017 | Justice League                              | Barry Allen / The Flash                 |           |
| 2018 | Fantastic Beasts: The Crimes of Grindelwald | Credence Barebone / Aurelius Dumbledore |           |
| 2021 | Zack Snyder's Justice League                | Barry Allen / The Flash                 |           |
| 2021 | Asking For It                               | Mark Vanderhill                         |           |
| 2022 | Fantastic Beasts: The Secrets of Dumbledore | Credence Barebone / Aurelius Dumbledore | Hậu kỳ    |
| 2023 | The Flash                                   | Barry Allen / The Flash                 | Hậu kỳ    |
| TBA  | Dalíland                                    | Salvador Dalí trẻ                       | Hậu kỳ    |

### Phim truyền hình
| Năm       | Tựa phim                          | Vai diễn                  | Ghi chú                                                    |
| --------- | --------------------------------- | ------------------------- | ---------------------------------------------------------- |
| 2008      | Cakey! The Cake from Outer Space  | Bully                     | 1 tập                                                      |
| 2008      | Californication                   | Damien Patterson          | 5 tập                                                      |
| 2009      | Law & Order: Special Victims Unit | Ethan Morse               | Tập: "Crush"                                               |
| 2009–2010 | Royal Pains                       | Tucker Bryant             | 5 tập                                                      |
| 2020      | Arrow                             | Barry Allen / The Flash   | Episode: "Crisis on Infinite Earths: Part Four"; Khách mời |
| 2021      | The Stand                         | Trashcan Man              | 3 tập                                                      |
| 2021      | Invincible                        | D.A. Sinclair (giọng nói) | Tập: "You Look Kinda Dead"                                 |
| 2022      | Peacemaker                        | Barry Allen / The Flash   | Tập: "It's Cow or Never"; Khách mời không được công nhận   |

### Trò chơi điện tử
| Năm  | Tựa phim        | Vai trò lồng tiếng | Ghi chú |
| ---- | --------------- | ------------------ | ------- |
| 2016 | Lego Dimensions | Credence Barebone  | DLC     |

## Giải thưởng và đề cử
| Năm  | Giải thưởng                                                                              | Được đề cử                      | Kết quả   |
| ---- | ---------------------------------------------------------------------------------------- | ------------------------------- | --------- |
| 2011 | Hamptons International Film Festival for Breakthrough Performer                          | Another Happy Day               | Đoạt giải |
| 2011 | BIFA Award for Best Supporting Actor                                                     | We Need to Talk About Kevin     | Đề cử     |
| 2012 | Giải BFCA cho diễn viên trẻ xuất sắc nhất                                                | We Need to Talk About Kevin     | Đề cử     |
| 2012 | Giải của Hội phê bình phim Boston cho nam diễn viên phụ xuất sắc nhất                    | The Perks of Being a Wallflower | Đoạt giải |
| 2012 | Hollywood Film Festival Spotlight Award                                                  | The Perks of Being a Wallflower | Đoạt giải |
| 2012 | San Diego Film Critics Society Award for Best Cast                                       | The Perks of Being a Wallflower | Đoạt giải |
| 2012 | Santa Barbara International Film Festival — Virtuoso Award                               | The Perks of Being a Wallflower | Đoạt giải |
| 2012 | Detroit Film Critics Society Award for Best Supporting Actor                             | The Perks of Being a Wallflower | Đề cử     |
| 2013 | MTV Movie Award for Best Breakthrough Performance                                        | The Perks of Being a Wallflower | Đề cử     |
| 2013 | MTV Movie Awards for Best Musical Moment (được chia sẻ cùng Logan Lerman và Emma Watson) | The Perks of Being a Wallflower | Đề cử     |
| 2013 | Phoenix Film Critics Society Award for Best Supporting Actor                             | The Perks of Being a Wallflower | Đề cử     |
| 2017 | San Diego Film Critics Society Award for Best Comedic Performance                        | Justice League                  | Đề cử     |